# Martin-pêcheur à dos bleu
Ceyx azureus
Espèce
Statut de conservation UICN

 LC  : Préoccupation mineure
Synonymes
- Alcedo azurea
- Ceyx azurea

Le Martin-pêcheur à dos bleu (Ceyx azureus), dit aussi Martin-pêcheur azuré, est une espèce d'oiseaux de la famille des Alcedinidae, vivant en Australie, en Papouasie-Nouvelle-Guinée, dans les Moluques du Nord et en Indonésie.

## Description
C'est un oiseau très coloré, avec un dos variant du bleu profond à l'azur, avec une grande tache blanche sur le côté du cou et sur la gorge. Le plumage de sa poitrine est roux avec quelques stries bleu-violet sur les flancs. Les pattes sont rouges avec seulement deux orteils à l'avant.

## Sous-espèces
Les sous-espèces diffèrent seulement dans de petits détails : par exemple, A. a. ruficollaris est plus petit, plus « lumineux », et a plus de bleu sur les flancs. A. a. diemenensis est plutôt grand, et a le sommet de la tête nettement plus foncé. A. a. lessoni est plus contrasté, avec peu de bleu sur les flancs.
D'après la classification de référence (version 5.2, 2015) du Congrès ornithologique international, cette espèce est constituée des six sous-espèces suivantes :
- Ceyx azureus affinis (G.R. Gray, 1861)
- Ceyx azureus lessonii (Cassin, 1850) (inclut wallaceanus)
- Ceyx azureus ochrogaster (Reichenow, 1903)
- Ceyx azureus ruficollaris (Bankier, 1841) (inclut yamdenae)
- Ceyx azureus azureus (Latham, 1802) (inclut mixtus)
- Ceyx azureus diemenensis (Gould, 1846)